# けものがれ、俺らの猿と
『けものがれ、俺らの猿と』（けものがれ おいらのさると）は、1998年発表の町田康の短篇小説、および2001年に公開された日本映画。

## 概要
初出は「文學界」1998年4月号。同年に文藝春秋社から発行された『屈辱ポンチ』に収録される。第119回芥川龍之介賞候補作。

## あらすじ
妻に逃げられ、家主の義父から古屋敷の退去を命じられるも、お金がない脚本家の佐志。そんな彼に映画脚本の仕事が舞い込む。プロデューサーに言われるがまま、指定された場所に視察へ出かけるが様々なトラブルが発生して……。

## キャスト
- 佐志 - 永瀬正敏
- 楮山 - 小松方正
- 義父 - 車だん吉
- 田島 - 鳥肌実
- 青年 - 降谷建志

## サウンドトラック
1. NEPO～Music For Scum Of The People～(2:37)
2. 変質者＋人格者≦貴方 / ロマンポルシェ。 (3:23)
3. Push His Button(1:21)
4. b.b.c. / 54-71 (3:48)
5. abdominal muscles(1:31)
6. つきぬけた / ゆらゆら帝国 (1:09)
7. 象魚(1:09)
8. 徳利 / FOE (4:30)
9. Truth Come Dream (1:18)
10. 君はだれなんだ / 吐痙唾舐汰伽藍沙箱 (2:58)
11. The prime Of Manhood(2:15)
12. ZAZENBEATS KEMONOSTYLE / NUMBER GIRL (6:27)
13. SNAKEFIRE (HYPER POPULATION) / PEACE PILL (4:53)
14. a memento(2:08)
15. 燃える、想い / bloodthirsty butchers (6:58)
16. MY AND MY Candle(1:27)
17. 花 / ASA-CHANG&巡礼 (6:42)